# Dark X-Men
Les Dark X-Men sont une équipe de faux super-héros fictive de l'univers Marvel.

## Histoire
Face à la crise anti-mutante, Norman Osborn tente de se faire des alliés en exilant les mutants de San Francisco. Pour cela, il rassemble à nouveau une équipe de super-vilains et les fait passer pour des héros. Cette équipe comporte :
- Mystique, qui se fait passer pour Jean Grey et occasionnellement pour le professeur Xavier.
- Dark Beast, qui se fait passer pour Le Fauve
- Michael Pointer, l'Arme Oméga
- Calvin Rankin, Mimic, qui se fait passer pour Angel

- Daken, qui se fait passer pour son père Wolverine

Daken semble malgré tout plus proche des Dark Avengers que des Dark X-Men.
Plusieurs de ses membres ont rejoint les X-Men :
- Emma Frost, qui a réintégré le Club des Damnés en tant que Reine Noire.
- Namor
- La Cape et L'Épée

Ces pseudo-superhéros ont affronté les mutants à San Francisco avec l'aide des Dark Avengers. Ensuite, après que les X-Men se sont réfugiés sur l'Astéroïde M au large de la ville (et que la Cape et l'Epée ont quitté le groupe), ils les affrontèrent encore une fois mais furent battus à plate couture. Cette défaite se solda par la création de la nation mutante d'Utopia.
Namor et Emma Frost rallieront les X-Men de Cyclope et neutraliseront Sentry durant la bataille d'Utopia.
Récemment, les Dark X-Men ont mené l'enquête sur des foules s'étant mis à proclamer être X-Men. En rendant visite à l'une de ces personnes, ils s’aperçurent qu'elles avaient été possédées par X-Man, revenu d'entre les morts.